# Moulin de Montbronn
Le moulin de Montbronn ou Mummerer Miel est un ancien moulin et un écart de la commune française de Montbronn, dans le département de la Moselle.

## Localisation et présentation
Le moulin est situé en fond de vallée au Nord du ban communal. Il ne reste pas grand-chose du moulin d’origine et une habitation a été rajoutée au bâtiment originel. Ce moulin est mentionné en 1630 
et reste en service jusqu’en 1979. Aujourd’hui la propriété est une scierie.

## Poste de commandement de la ligne Maginot
Un poste de commandement du secteur fortifié de Rohrbach de la ligne Maginot se trouvait à proximité du moulin en lisière de forêt. Ce PC était composé d'un bâtiment principal bétonné comprenant un central téléphonique et de cinq bâtiments annexes. Aujourd'hui, seul le bâtiment principal est encore sur place, les bâtiments annexes ont disparu.

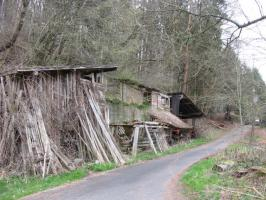
Bâtiment principal et chemin d'accès aux bâtiments annexes
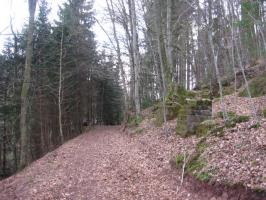
Restes des bâtiments annexes
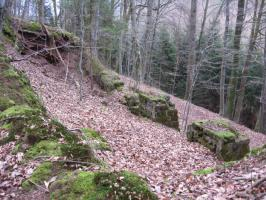
Restes des bâtiments annexes
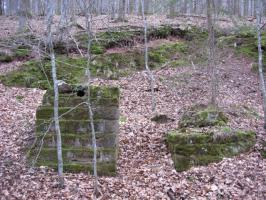
Restes des bâtiments annexes

## Toponymie
- En francique lorrain : Mummerer Miel[3]. En allemand : Montbronner Muehle ou Mombronner Mühle.

## Lieux-dits
- Kambach, ruisseau à proximité du moulin.
- Mielkopf ou Muehlkopf, "mont du moulin", colline au nord du moulin[4].
- Weihermatt, "champ de l'étang", champ à l'est du moulin[5].